# Hringvegur
Hringvegur sau Drumul 1 (în islandeză și Þjóðvegur) este un drum național din Islanda ce trece împrejurul insulei și face legătura între majoritatea locurilor populate de pe insulă. Lungimea totală a drumului este de 1 339 kilometri (821 mile).